# Anthoceros macounii
Anthoceros macounii là một loài rêu trong họ Anthocerotaceae. Loài này được M. Howe mô tả khoa học đầu tiên năm 1898.